# Phường 1, thành phố Trà Vinh
Phường 1 là một phường thuộc thành phố Trà Vinh, tỉnh Trà Vinh, Việt Nam.

## Địa lý
Phường 1 có vị trí địa lý:
- Phía đông giáp Phường 4
- Phía tây giáp Phường 7
- Phía nam giáp Phường 3
- Phía bắc giáp xã Long Đức.

Phường 1 có diện tích 2,49 km², dân số năm 2022 là 10.561 người, mật độ dân số đạt 4.241 người/km².

## Hành chính
Phường 1 được chia thành 4 khóm: 1, 2, 3, 4.

## Lịch sử
Sau năm 1975, Phường 1 thuộc thị xã Trà Vinh.
Ngày 4 tháng 3 năm 2010, Chính phủ ban hành Nghị quyết số 11/NQ-CP về việc thành lập thành phố Trà Vinh thuộc tỉnh Trà Vinh. Phường 1 trực thuộc thành phố Trà Vinh.